# The Men Who Built America
Gigantes de la industria (en inglés: The Men Who Built America, literalmente "Los hombres que construyeron (los Estados Unidos de) América", es una miniserie de televisión estadounidense, producida por Stephen David Entertainment, para el canal de televisión angloamericano History y transmitido en América Latina por su filial latinoamericana. La serie narra en formato de docudrama la transición de los EUA de una democracia casi fallida a una potencia mundial.
La transmisión de la serie para América está compuesta por ocho capítulos con una duración de una hora cada uno, mientras que la transmisión original para Estados Unidos fue realizada en cuatro episodios de dos horas cada uno.
La serie en formato de documental narra la historia de personajes como Cornelius Vanderbilt, John D. Rockefeller, Andrew Carnegie, J.P. Morgan y Henry Ford; quienes durante la segunda mitad del siglo XIX y la primera mitad del siglo XX participaron activamente en la transformación de los Estados Unidos modernos. Varios de ellos forman parte todavía en la actualidad del grupo de las personas con las mayores fortunas privadas de toda la historia.
De acuerdo con los productores de la serie, estos hombres crearon lo que hoy se conoce como el sueño americano, bajo las reglas del capitalismo donde industrias basadas en la navegación, ferrocarriles, petróleo, acero, energía eléctrica, automóviles y finanzas convirtieron a sus protagonistas en dueños de imperios que a lo largo de su historia cruzaron múltiples veces sus caminos y llegando a tener un poder que les permitió elegir presidentes, definir políticas económicas e influir en la mayoría de los eventos que forjaron lo que hoy es Estados Unidos durante cerca de 50 años, desde la guerra civil a la Gran Depresión y la Primera Guerra Mundial.
Los titanes que construyeron América es una miniserie docudrama de seis horas y tres partes, considerada la secuela, que se transmitió originalmente en History el 31 de mayo de 2021. La serie se centra principalmente en las vidas de Pierre S. du Pont, Walter Chrysler, JP Morgan Jr., William Boeing, Edsel Ford y Henry Ford.

## Personajes principales
Los principales personajes a los que se hace referencia en la serie son:

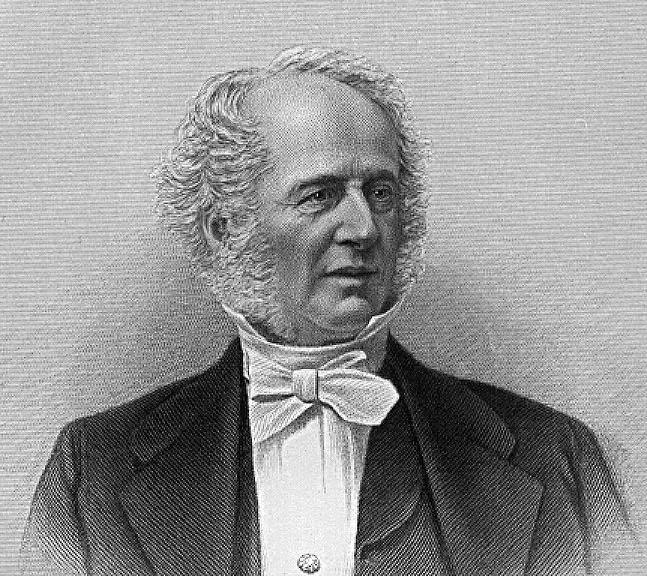
Cornelius Vanderbilt
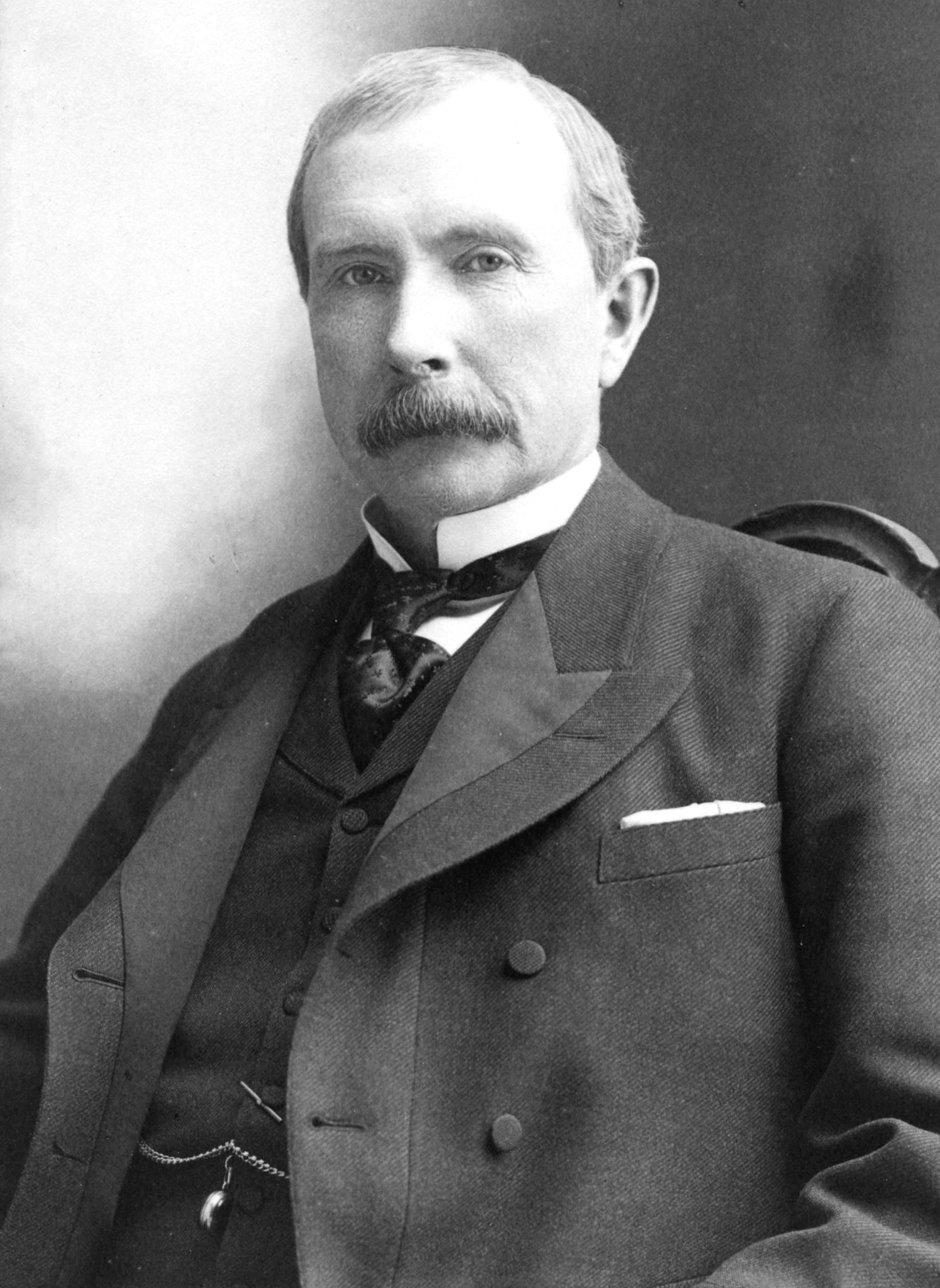
John D. Rockefeller
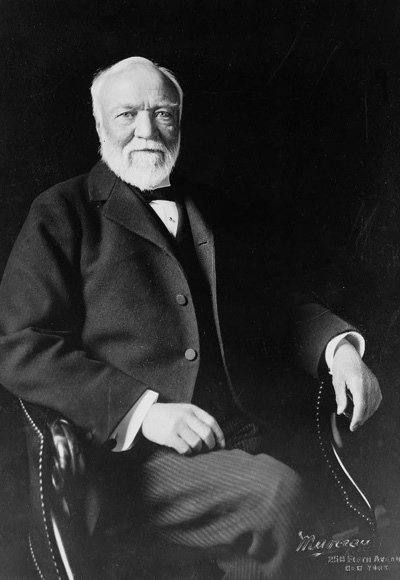
Andrew Carnegie
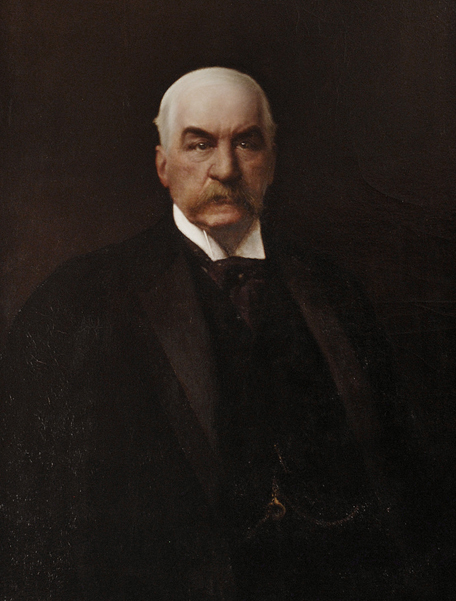
J.P. Morgan
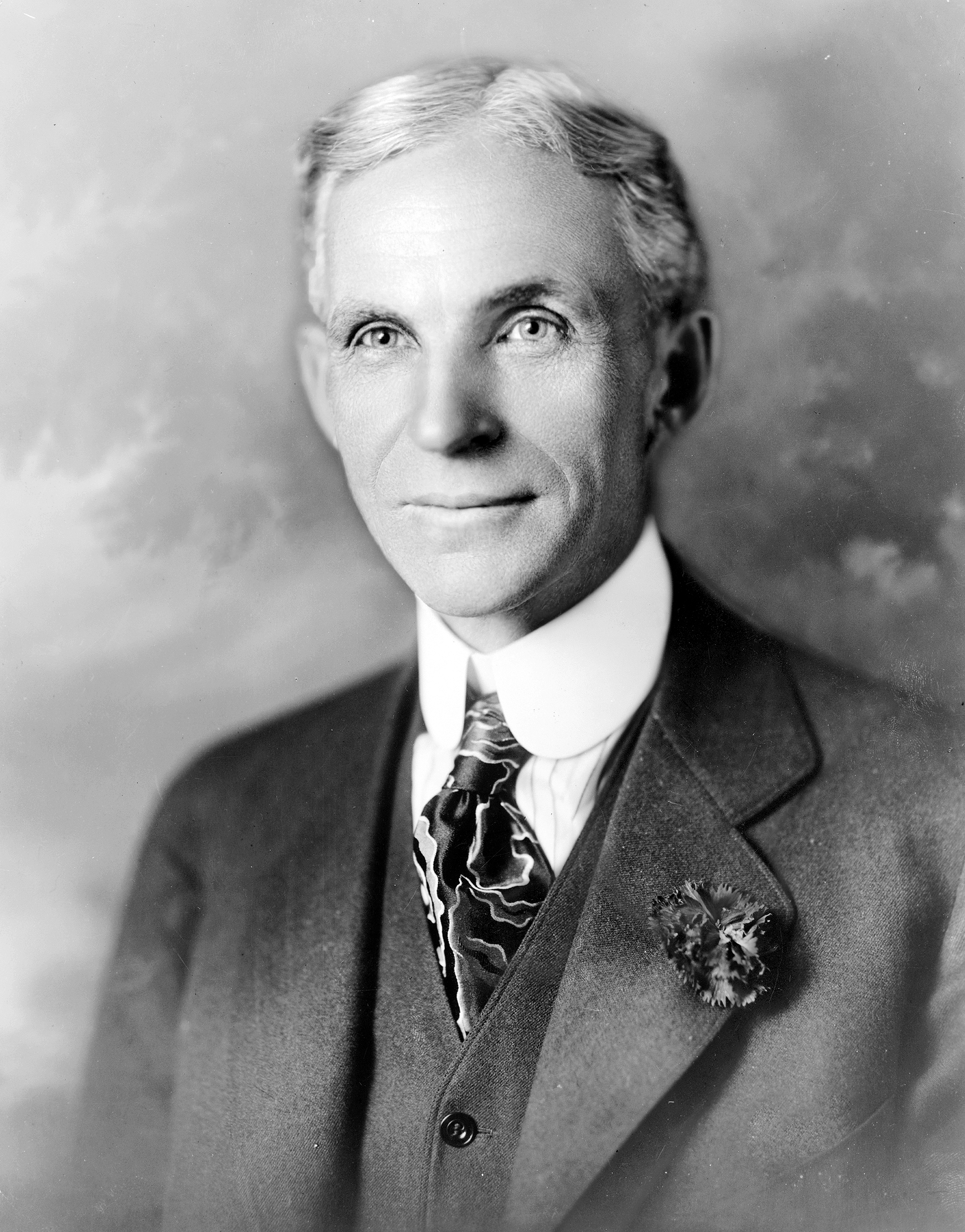
Henry Ford

|  |

### Reparto
El reparto que actuó en el docudrama es:
| Personaje               | Actor               |
| ----------------------- | ------------------- |
| William Jennings Bryan  | James Kidd          |
| Andrew Carnegie         | Adam Jonas Segaller |
| Andrew Carnegie (Joven) | Aj Achinger         |
| Thomas Edison           | Justin Morck        |
| Jim Fisk                | Kenneth Cavett      |
| Henry Ford              | Cary Donaldson      |
| Henry Frick             | John C. Bailey      |
| Jay Gould               | Cameron McNary      |
| William McKinley        | Dan Odell           |
| J.P. Morgan             | Eric Rolland        |
| J.P. Morgan (Mayor)     | Ray Reynolds        |
| Junius Spencer Morgan   | David Gamble        |
| John D. Rockefeller     | Tim Getman          |
| Theodore Roosevelt      | Joseph Wiegand      |
| Charles M. Schwab       | John Keabler        |
| Thomas Scott            | Don Meehan          |
| Nikola Tesla            | Alex Falberg        |
| Cornelius Vanderbilt    | David Donahoe       |
| William Vanderbilt      | Michael Chmiel      |
| George Westinghouse     | Einar Gunn          |

## Características
La serie usa intensivamente imágenes generadas por computador que incorporan cerca de 12 millones de negativos fotográficos de eventos históricos, muchos de ellos puestos a disposición por la Biblioteca del Congreso de Estados Unidos.

## Episodios
A continuación se presenta el listado de los episodios de la miniserie en el formato de transmisión utilizado para América y Estados Unidos
.
| Episodio | Título en español     | Estreno en América | Resumen | Título original en inglés                                        | Estreno en EEUUA        |
| -------- | --------------------- | ------------------ | --- | ---------------------------------------------------------------- | ----------------------- |
| 1        | Una nueva era         | -                  | En una cruzada por reconstruir una nación destruida por la Guerra de Secesión, Cornelius Vanderbilt es el primero en ver la necesidad de unión y así recuperar su posición en el mundo. Vende su empresa de transporte naviero para invertir todo en el ferrocarril, convencido de que era la mejor estrategia para conectar el Este y el Oeste de los Estados Unidos, como nunca antes se había hecho. | A New War Begins (Una nueva guerra inicia)                       | 16 de octubre de 2012   |
| 2        | Petróleo              | -                  | Mientras que el kerosene ilumina las noches del país, la demanda de petróleo alcanza su pico más alto y Cornelius Vanderbilt contacta con un joven petrolero emprendedor de Ohio, John D. Rockefeller para asegurar la carga de combustible en sus trenes. | A New War Begins (Una nueva guerra inicia)                       | 16 de octubre de 2012   |
| 3        | Rivales               | -                  | Andrew Carnegie emigra desde Escocia a los Estados Unidos y muy joven comienza a trabajar. Conoce a Tom Scott quien le enseñaría todo sobre el negocio del ferrocarril. A sus 30 años, ya dueño de un negocio propio es contratado por Scott para construir un puente sobre el río Misisipi, parte del proyecto para conectar las costas Este y Oeste del país. Carnegie accede, pero tiene dudas de que los materiales disponibles sean suficientemente fuertes para el proyecto. La solución viene con el acero. | Bloody Battles (Batallas sanguientas)                            | 23 de octubre de 2012   |
| 4        | Muerte                | -                  | Carnegie contrata a Henry Frick, un personaje de moralidad dudosa, para ayudarlo a superar a Rockefeller y así cumplir su venganza. La sociedad es prometedora pero Carnegie no sabe que Frick está muy lejos de tener la capacidad necesaria para llevar adelante la obra. Frick recorta presupuestos y rápidamente los dos terminan siendo responsables por el mayor desastre a manos del hombre que se haya visto en el país: la inundación de Johnstown, que se cobró más de 2000 vidas. | Bloody Battles (Batallas sanguientas)                            | 23 de octubre de 2012   |
| 5        | Un nuevo contendiente | -                  | Mientras Carnegie y Rockefeller continúan su batalla. J.P. Morgan aparece en escena y funda un banco en la ciudad de Nueva York con un solo propósito: impulsar los avances tecnológicos de los Estados Unidos. Morgan invierte por primera vez, apoyando un nuevo invento de Thomas Edison: La luz eléctrica. | Changing the Game (Cambiando el juego)                           | 30 de octubre de 2012   |
| 6        | El dueño de todo      | -                  | Con un aporte de dinero de Morgan, se crea la Compañía Eléctrica Edison, y comienza a suministrar energía eléctrica a los hogares de Nueva York. Aparece Nikola Tesla, con una tecnología diferente, y nace una gran rivalidad. Eventualmente prevalece la tecnología de Tesla con su teoría de Corriente Alterna (CA), que se convierte en el estándar. Morgan despide a Edison y cambia el nombre de la compañía, convirtiéndose en la “General Electric”, una de las más grandes compañías del mundo. | Changing the Game (Cambiando el juego)                           | 30 de octubre de 2012   |
| 7        | Estrategia electoral  | -                  | Rockefeller, Carnegie y Morgan trabajaron libremente durante décadas, pero los políticos estadounidenses están a punto de intervenir. Ellos pensaban que estos hombres tendrían que estar bajo controles gubernamentales. Los empresarios, algunos de ellos enemigos entre sí, se unen para forjar un plan y comprar las “decisiones” de la Casa Blanca, donando, lo que sería en moneda actual, unos 30 millones de dólares al Gobernador de Ohio, William McKinley. McKinley les paga, revocando regulación tras regulación para permitirles la libertad de hacer cosas inimaginables sin consecuencias ni impedimentos. Morgan y Carnegie crean U.S. Steel (Aceros), la primera empresa de un billón de dólares, mientras que Rockefeller toma el control del 90% de petróleos de Norte Angloamérica. | When One Ends, Another Begins (Cuando uno termina otro comienza) | 11 de noviembre de 2012 |
| 8        | El Automóvil          | -                  | Un joven ingeniero llamado Henry Ford está trabajando en un invento: un auto a gasolina accesible para la clase media. Consigue un patrocinio y desarrolla la novedosa línea de ensamblaje. McKinley es asesinado y su Vicepresidente Theodore Roosevelt toma el mando del país. Comienzan a aparecer una nueva serie de regulaciones que incrementan la vigilancia sobre los negocios. J.P. Morgan es llevado a juicio y su monopolio ferroviario es dividido, siendo el primer monopolio en ser dividido a manos del gobierno. Rockefeller también es llevado a juicio por delitos con el fisco, y provoca la división de su compañía, la Standard Oil. J.P. Morgan, ayuda a establecer la Reserva Federal y se convierte en el padre del capitalismo moderno. Carnegie en sus últimos años regala gran parte de su fortuna. Este antecedente de caridad, sería seguido en el futuro por empresarios exitosos como Bill Gates. La serie termina con la partida del ejército norteamericano hacia una guerra en Europa, dejando en claro que, aunque los Gigantes de la Industria no descubrieron el país, sí lo construyeron. | When One Ends, Another Begins (Cuando uno termina otro comienza) | 11 de noviembre de 2012 |

## Premios
La miniserie fue nominada en el 2013 a los premios de la Visual Effects Society (VES), los de Realscreen y a los otorgados BANFF por mejor programa biográfico o de historia.

## Retransmisiones y formato doméstico
La miniserie ha sido transmitida por el canal estadounidense History y sus filiales para el Reino Unido y de América Latina, además desde el 22 de enero de 2013 fue liberada en formato DVD y Blu-ray Disc para el mercado angloamericano.